# Lina Knific
Lina Knific, slovenska alpska smučarka, * 22. september 2002. 
Knific je članica kluba SK Ljubljana Kristianija. Nastopila je na svetovnem mladinskem prvenstvu leta 2020, ko je svojo najboljšo uvrstitev dosegla s 26. mestom v superveleslalomu. V svetovnem pokalu je debitirala 8. januarja 2022, ko je na veleslalomu za Zlato lisico v Kranjski gori zasedla 46. mesto..